# Catapaecilma
Genre
Synonymes
Catapoecilma Scudder, 1882
Catapaecilma est un genre de lépidoptères (papillons) asiatiques de la famille des Lycaenidae, de la sous-famille des Theclinae et de la tribu des Catapaecilmatini.

## Taxonomie
Le genre Catapaecilma a été décrit en 1879 par le zoologiste britannique Arthur Gardiner Butler,.
Son espèce type est Hypochrysops elegans Druce, 1873.

## Liste des espèces
D'après FUNET Tree of Life (19 mai 2019) :
- Catapaecilma major Druce, 1895
- Catapaecilma elegans (Druce, 1873)
- Catapaecilma evansi Pendlebury, 1933
- Catapaecilma lila Eliot, 1967
- Catapaecilma harmani Cassidy, 1982
- Catapaecilma subochrea (Elwes, [1893])
- Catapaecilma gracilis Semper, 1890
- Catapaecilma nakamotoi Hayashi, 1979
- Catapaecilma nuydai Takanami, 1988

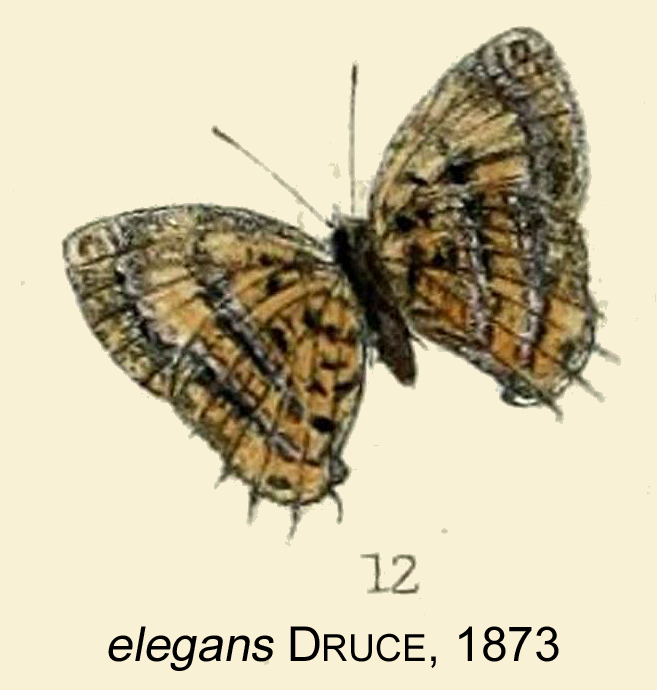
Catapaecilma elegans
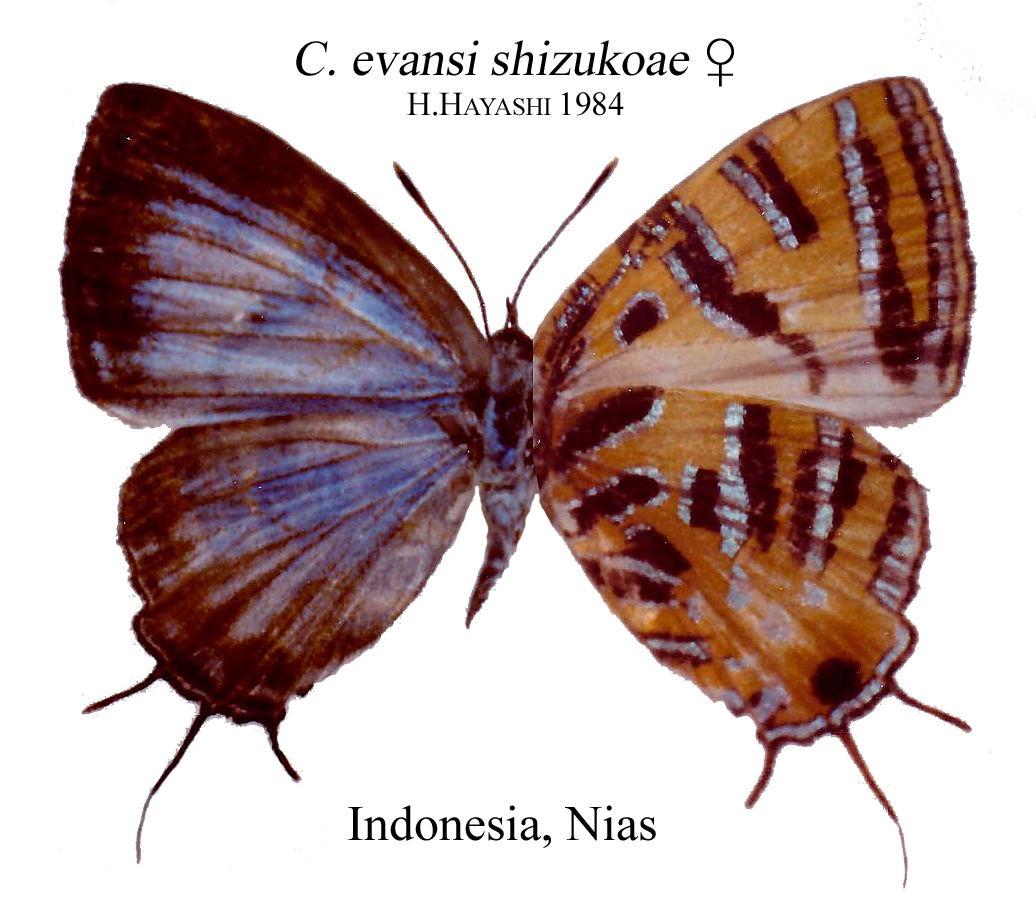
Catapaecilma evansi
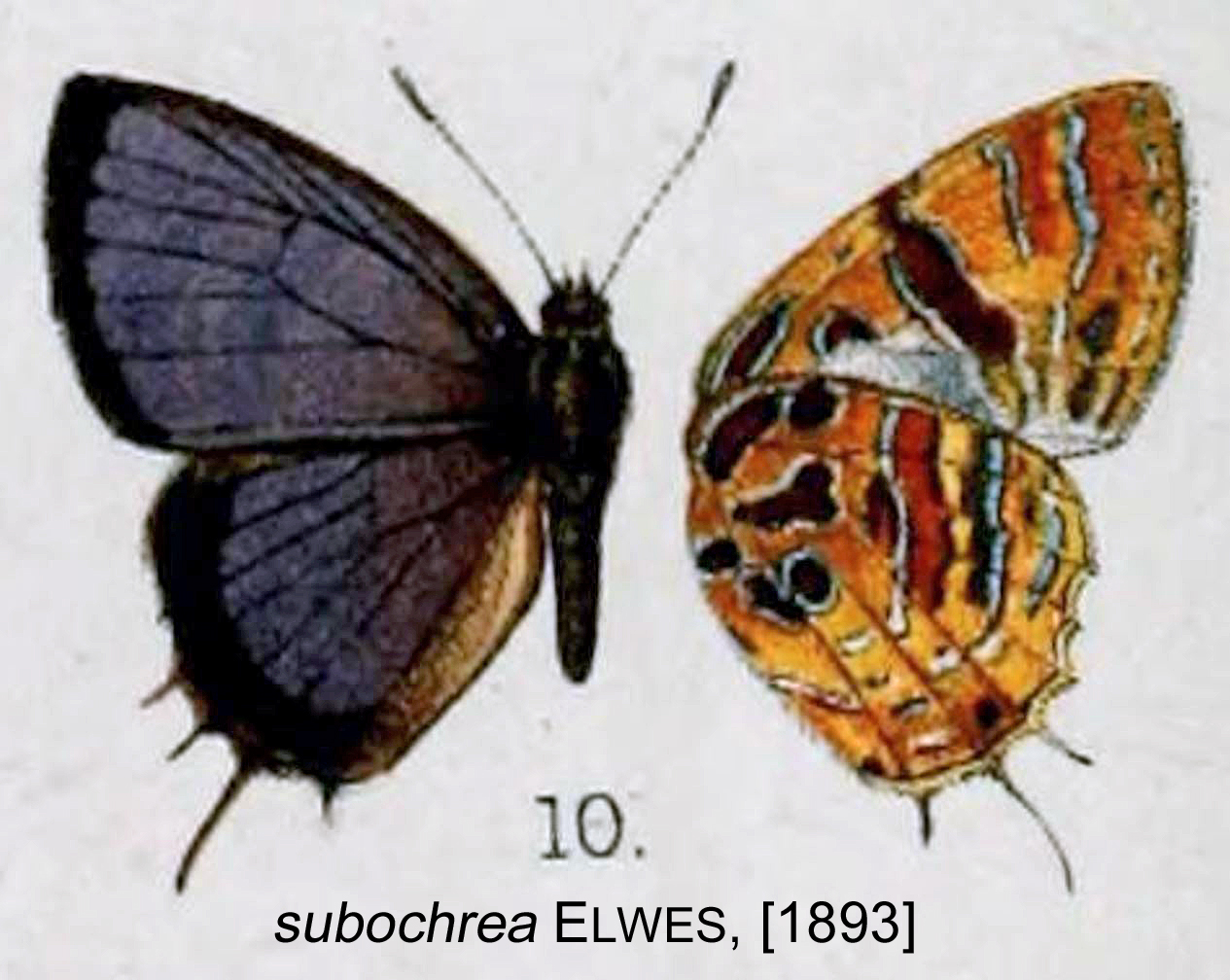
Catapaecilma subochrea
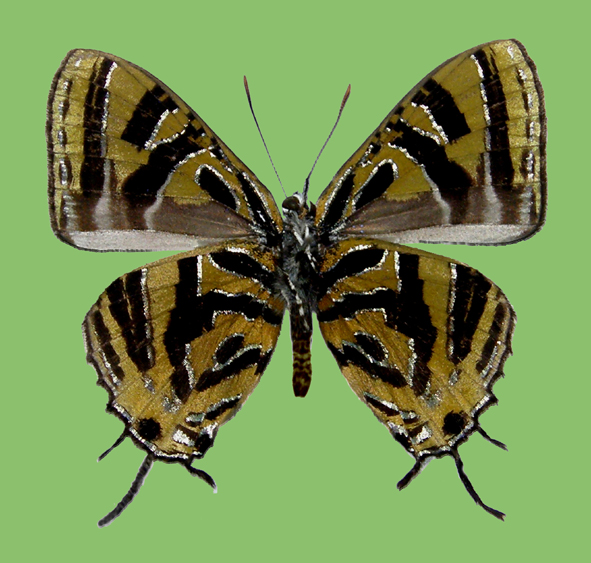
Catapaecilma nakamotoi

### Publication originale
- (en) Arthur Gardiner Butler, « XXI. The Butterflies of Malacca », Transactions of the Linnean Society of London: Zoology, Linnean Society of London, vol. 1, no 8,‎ juin 1879, p. 533–568 (DOI 10.1111/J.1096-3642.1879.TB00493.X)..